# 新义街街道
新义街街道，是中华人民共和国河南省三門峽市义马市下辖的一个乡镇级行政单位。

## 行政区划
新义街街道下辖以下地区：
跃进矿社区、杨村矿社区和耿村矿社区。